# Пам'ятник Христо Ботеву (Ботевград)
Па́м'ятник Хри́сто Бо́теву (болг. Паметник на Христо Ботев) — одна з визначних пам'яток міста Ботевград, Болгарія. Розташований на центральній площі міста, поруч з ратушею. Пам’ятник присвячений відомому болгарському революціонеру і поету Христо Ботеву (1848–1876).

## Історія
Ідея створення пам'ятника була висунута мером Іваном Ніколчовським в кінці 1950-х і була підтримана міською радою. Муніципальна влада вибрала проект скульптора професора Івана Мандова. Зустріч з ним і громадське обговорення відбулося в мерії у травні 1960 року. Професор Мандов представив гіпсовий макет пам'ятника, після чого мер дав слово присутнім для виступу, пропозиції і оцінки. В дусі часу, представники болгарської Комуністичної партії, Вітчизняного фронту, профспілок, кооперативних сільських господарств тощо, виступили з промовами. Заяви були в цілому некомпетентні, деякі навіть з гумором. З'явилися припущення, що пам'ятник повинен бути встановлений в Бардцето, Чеканиці, Зеліні або в інших місцях. Професор вислухав пропозиції і оцінки і, нарешті, заявив, що його можливості скромні і він не міг задовольнити вимоги представників громадян Ботевграда. Питання про пам'ятник залишалося відкритим до 1966 року. Потім, з нагоди святкування 100-річчя отримання статусу міста, питання знову опинився на порядку денному. Влада Ботевграда переконувала професор Івана Мандова реалізувати ідею й обіцяла не заважати «творчими» дискусіями на місцевому рівні.
9 жовтня 1966 року з нагоди 100-річчя міста пам'ятник було відкрито. На церемонії відкриття були присутні глава держави Тодор Живков, делегація з міста-побратима Саранська, гості з країни і регіону. Стрічку розрізав Тодор Живков.

## Опис
Скульптурна фігура зображує Христо Ботева у повний зріст. Його ліва рука тримає сувій, що символізує його блискучі поетичні та публіцистичні твори. Фігуру було відлито з бронзи в ливарні Союзу болгарських художників. Архітектурне рішення постаменту має вигляд арки. У фундамент пам'ятника Христо Ботеву заклали копії протоколів про прийняття проєкту, зокрема й від травня 1960 року.